# Ruben Gonzales
Ruben Gonzales (ur. 11 września 1985) – filipiński tenisista.

## Kariera tenisowa
W karierze zwyciężył w pięciu deblowych turniejach cyklu ATP Challenger Tour. Ponadto wygrał szesnaście deblowych turniejów rangi ITF.
W rankingu gry pojedynczej najwyżej był na 766. miejscu (6 maja 2013), a w klasyfikacji gry podwójnej na 131. pozycji (10 września 2018).

### Zwycięstwa w turniejach ATP Challenger Tour

#### Gra podwójna
| Końcowy wynik | Nr | Data                 | Turniej      | Nawierzchnia | Partner           | Przeciwnicy                          | Wynik finału          |
| ------------- | -- | -------------------- | ------------ | ------------ | ----------------- | ------------------------------------ | --------------------- |
| Zwycięzca     | 1. | 27 lipca 2014        | Tampere      | Ceglana      | Sean Thornley     | Elias Ymer Anton Zajcew              | 6:7(5), 7:6(10), 10–8 |
| Zwycięzca     | 2. | 22 lutego 2015       | Cuernavaca   | Twarda       | Darren Walsh      | Emilio Gómez Roberto Maytín          | 4:6, 6:3, 12–10       |
| Zwycięzca     | 3. | 22 lipca 2018        | Scheveningen | Ceglana      | Nathaniel Lammons | Luis David Martínez Gonçalo Oliveira | 6:3, 6:7(8), 10–5     |
| Zwycięzca     | 4. | 20 października 2019 | Las Vegas    | Twarda       | Ruan Roelofse     | Nathan Pasha Max Schnur              | 2:6, 6:3, 10–8        |
| Zwycięzca     | 5. | 26 września 2021     | Bukareszt    | Ceglana      | Hunter Johnson    | Maximilian Marterer Lukáš Rosol      | 1:6, 6:2, 10–3        |